# Amazona mercenària
L'amazona mercenària (Amazona mercenarius) és una espècie d'ocell de la família dels psitàcids que habita la selva humida i boscos de les muntanyes de Colòmbia, Veneçuela i, cap al sud, a través dels Andes de l'Equador i el Perú fins al nord i est de Bolívia.